# 内藤正弼
内藤 正弼（ないとう まさすけ）は、江戸時代中期の大名。信濃岩村田藩の第3代藩主。岩村田藩内藤家4代。
享保18年（1733年）10月21日、第2代藩主・内藤正敬の長男として生まれる。延享2年（1745年）、将軍徳川家重に御目見する。翌延享3年（1746年）、父の死去により家督を継ぐ。
明和7年（1770年）6月18日に死去した。享年38。長男の正寿は、前年の明和6年（1769年）6月12日に早世していたため、次男の正興が家督を継いだ。

## 系譜
父母
- 内藤正敬（父）
- 板倉重高の娘（母）

正室
- 酒井忠香の娘

子女
- 内藤正寿（長男）生母は正室
- 内藤正興（次男）生母は正室